# Mark Christopher Lawrence
Mark Christopher Lawrence (Compton, 22 maggio 1964) è un attore e comico statunitense.
Noto al pubblico per aver interpretato il dj esoterico nel mockumentary satirico Fear of a Black Hat e Big Mike nella serie televisiva Chuck della NBC.
È molto conosciuto nel panorama televisivo degli Stati Uniti, dove lavora spesso e volentieri in serie televisive, situation comedy di genere comico/commedia come Heroes, My Name Is Earl, Crossing Jordan, Dharma & Greg e Malcolm.

## Biografia
Nativo di Compton (California), parte della contea di L.A., con origini afroamericane è stato allevato dalla madre insieme ai due fratelli. Da giovane si interessa al teatro e alla recitazione, dove entra a far parte di un gruppo di recitazione scolastico. In adolescenza partecipa alle Literary Olympiad della scuola e classificandosi alla prima posizione ottiene la candidatura al più importante trofeo nazionale Bovero-Tabor Award ove vince il premio come miglior oratore.
A seguito dell'ottimo rendimento scolastico al college, vince una borsa di studio con la quale riesce a iscriversi e pagare gli studi alla University of Southern California, istituto in cui prosegue il cammino di oratore e recitatore vincendo vari tornei a livello universitario e studentesco. 
Contemporaneamente alla frequenza nell'USC si iscrive al Los Angeles Theater Center dove impara meglio a recitare, proprio qui viene notato da un agente professionale di Hollywood che gli procura il debutto televisivo affidandogli un ruolo nella serie cult poliziesca Hill Street, giorno e notte.
Una volta laureatosi alla USC entra a far parte del gruppo comico San Francisco Mime Troupe e con spettacoli esiliranti guadagna fama oltremare partecipando a tour in Australia e Canada. Preferendo sempre il teatro a cinema e televisione, vince un Dramologue Award per la sua interpretazione nell'opera teatrale melodrammatica Minimanta di Reza Abdoh.

## Filmografia

### Cinema
- Due palle in buca (Caddyshack II), regia di Allan Arkush (1988)
- Parlami di te (Listen to Me), regia di Douglas Day Stewart (1989)
- Terminator 2 - Il giorno del giudizio (Terminator 2: Judgment Day), regia di James Cameron (1991)
- La bambola assassina 3 (Child's Play 3), regia di Jack Bender (1991)
- Fear of a Black Hat, regia di Rusty Cundieff (1993)
- Allarme rosso (Crimson Tide), regia di Tony Scott (1995)
- Tales from the Hood, regia di Rusty Cundieff (1995)
- Operazione Gatto (That Darn Cat), regia di Bob Spiers (1997)
- Sprung, regia di Rusty Cundieff (1997)
- Effetti collaterali (Senseless), regia di Penelope Spheeris (1998)
- Molly, regia di John Duigan (1999)
- Retiring Tatiana, regia di Thom Steinhoff (2000)
- Planet of the Apes - Il pianeta delle scimmie (Planet of the Apes), regia di Tim Burton (2001)
- Un gioco per due (Two Can Play That Game), regia di Mark Brown (2001)
- K-PAX - Da un altro mondo (K-PAX), regia di Iain Softley (2001)
- Il tesoro perduto (Lost Treasure), regia di Jim Wynorski (2003)
- Garfield - Il film (Garfield: The Movie), regia di Peter Hewitt (2004)
- Fuga dal Natale (Christmas with the Kranks), regia di Joe Roth (2004)
- Fair Game, regia di Michael Whaley (2005)
- The Island, regia di Michael Bay (2005)
- La ricerca della felicità (The Pursuit of Happyness), regia di Gabriele Muccino (2007)
- Halloween II, regia di Rob Zombie (2009)

### Televisione
- Evening Shade – serie TV, episodio 2x21 (1992)
- Seinfeld – serie TV, episodi 4x12-6x10 (1992-1994)
- In Living Color – serie TV, episodio 4x14 (1993)
- Mezzanotte e un minuto (12:01), regia di Jack Sholder – film TV (1993)
- Murphy Brown – serie TV, episodio 7x02 (1994)
- Una famiglia del terzo tipo (3rd Rock from the Sun) – serie TV, episodio 2x10 (1996)
- Shake, Rattle and Roll: An American Love Story, regia di Mike Robe – film TV (1999)
- Il tocco di un angelo (Touched by an Angel) – serie TV, episodio 6x16 (2000)
- Malcolm – serie TV, episodio 2x01 (2000)
- Prima o poi divorzio! (Yes, Dear) – serie TV, episodio 1x19 (2001)
- Dharma & Greg – serie TV, episodio 4x17 (2001)
- American Dreams – serie TV, episodio 2x12 (2004)
- Crossing Jordan – serie TV, episodio 3x06 (2004)
- I Finnerty (Grounded for Life) – serie TV, episodio 4x26 (2004)
- Reba – serie TV, episodio 3x21 (2004)
- Tiger Cruise - Missione crociera (Tiger Cruise), regia di Duwayne Dunham – film TV (2004)
- Tyco il terribile (Life Is Ruff), regia di Charles Haid – film TV (2005)
- Un miracolo d'amore (Ordinary Miracles), regia di Charles Haid – film TV (2005)
- My Name Is Earl – serie TV, episodio 1x13 (2006)
- Weeds – serie TV, episodio 2x02 (2006)
- Heroes – serie TV, episodio 2x04 (2007)
- Chuck – serie TV, 87 episodi (2007-2012) – Big Mike
- Vi presento i miei (Retired at 35) – serie TV, episodio 1x08 (2011)
- Glee – serie TV, episodio 4x06 (2012)
- Lab Rats – serie TV, episodio 2x05 (2013)
- Buona fortuna Charlie (Good Luck Charlie) – serie TV, episodio 4x01 (2013)
- Blood Lake - L'attacco delle lamprede killer (Blood Lake: Attack of the Killer Lampreys), regia di James Cullen Bressack – film TV (2014)
- Franklin & Bash – serie TV, episodio 4x07 (2014)
- Kirby Buckets – serie TV, episodi 1x06-2x09 (2014-2015)

## Doppiatori italiani
Nelle versioni in italiano delle opere in cui ha recitato, Mark Christopher Lawrence è stato doppiato da:
- Roberto Stocchi in  Garfield - Il film, La ricerca della felicità
- Francesco Pannofino in Mezzanotte e un minuto
- Vittorio De Angelis in Malcolm
- Roberto Draghetti in Fuga dal Natale
- Stefano Mondini in Tyco il terribile
- Paolo Marchese in My Name Is Earl
- Giulio Pierotti in Heroes
- Mario Bombardieri in Chuck